# Merișani (gmina Băbăița)
Merișani (wymowaⓘ) – wieś w Rumunii, w okręgu Teleorman, w gminie Băbăița. W 2011 roku liczyła 1116 mieszkańców.